# Uppehåll i myrlandet (novell)
Uppehåll i myrlandet är en novell av Eyvind Johnson. Den publicerades första gången 1934 i Eyvind Johnsons novellsamling Än en gång, kapten! och är en av hans mest kända noveller.

## Handling
Novellen handlar om Kvist som är bromsare vid järnvägen. En dag hoppar han trött på sitt arbete och alla reglementen av tåget vid en station i den norrländska ödemarken för att göra en sak som han länge tänkt på. Hans beteende väcker stor förundran hos omgivningen.

## Filmatisering
Novellen filmatiserades 1965 av Jan Troell som Uppehåll i myrlandet med Max von Sydow i huvudrollen.